# Jesús Enrique Lossada
Jesús Enrique Lossada é um município da Venezuela localizado no estado de Zulia.
A capital do município é a cidade de La Concepción.